# Нерсесян, Роберт Альбертович
Ро́берт Альбе́ртович Нерсеся́н (арм. Ռոբերտ Ներսեսյան; род. 20 января 1958, Ереван, Армянская ССР) — советский борец греко-римского стиля, чемпион СССР (1978), победитель международного турнира памяти Ивана Поддубного (1979), чемпион Европы (1979). Мастер спорта СССР международного класса (1978). Заслуженный тренер Армении (1994).

## Биография
Роберт Нерсесян родился 20 января 1958 года в Ереване. Начал заниматься греко-римской борьбой в 1971 году под руководством А. К. Абрамяна.В 1974 году получил звание мастера спорта СССР а потом в 1975 и 1977 годах становился чемпионом СССР, а в 1978 году чемпионом Европы среди молодёжи. В 1978 году также выиграл чемпионат СССР среди взрослых. В 1979 году занял первое место на международном турнире памяти Ивана Поддубного и Петрова( Болгария в 1979) и был включён в состав сборной СССР на чемпионате Европы в Бухаресте. Выиграв 4 схватки, вышел в финал этих соревнований, где смог победить известного румынского борца, двукратного чемпиона мира, серебряного призёра Олимпийских игр в Монреале Нику Гынгэ и завоевать звание чемпиона Европы. Благодаря этому успеху Роберт Нерсесян вошёл в историю как первый борец из Армении, ставший чемпионом Европы по греко-римской борьбе.
В 1982 году завершил свою спортивную карьеру и перешёл на тренерскую работу в Детско-юношескую спортивную школу города Масис. В 1984—1989 годах был также директором этой спортивной школы. В 1989—1995 годах занимался тренерской деятельностью в Ереване. Подготовил несколько спортсменов международного уровня. Среди его наиболее известных учеников двукратный олимпийский чемпион Армен Назарян, чемпион мира Вагинак Галстян, чемпион Европы Вардан Агаджанян.
С 1996 года Роберт Нерсесян живёт в российском городе Тольятти. В 1998—2007 годах был тренером-консультантом в федерации борьбы Самарской области.